# Rudy Scholz
Rudolph John „Rudy” Scholz (Kewanee, Illinois, 1896. június 17. – Palo Alto, Kalifornia, 1981. december 9.) kétszeres olimpiai bajnok amerikai rögbijátékos, katona, jogász.
Az 1920. évi nyári olimpiai játékokon az amerikai rögbicsapatban játszott és olimpiai bajnok lett. Az 1924. évi nyári olimpiai játékokon megvédték az olimpiai bajnoki címüket rögbiben.
A Santa Clara Egyetemen szerzett jogi diplomát és San Franciscóban dolgozott évekig.
Harcolt az első és a második világháborúban is. Az okinavai csatában bronzcsillaggal tüntették ki és ezredesként szerelt le a háború után.